# أرشيبالد كاري كوليدغ
أرشيبالد كاري كوليدغ (بالإنجليزية: Archibald Cary Coolidge)‏ هو مؤرخ ودبلوماسي أمريكي، ولد في 6 مارس 1866 في بوسطن في الولايات المتحدة، وتوفي في 14 يناير 1928.